# Люта (Свентокшиське воєводство)
Люта (пол. Luta) — село в Польщі, у гміні Стомпоркув Конецького повіту Свентокшиського воєводства.
Населення — 294 особи (2011).
У 1975-1998 роках село належало до Келецького воєводства.

## Демографія
Демографічна структура на день 31 березня 2011 року:
|          | Загалом | Допрацездатний вік | Працездатний вік | Постпрацездатний вік |
| -------- | ------- | ------------------ | ---------------- | -------------------- |
| Чоловіки | 150     | 16                 | 105              | 29                   |
| Жінки    | 144     | 9                  | 68               | 67                   |
| Разом    | 294     | 25                 | 173              | 96                   |